# جهاد شحادة
جهاد مهراج إبراهيم شحادة (وُلِد في 18 فبراير 1999 في طولكرم – اغتيل في 6 نوفمبر 2023 في طولكرم) قائد عسكري فلسطيني، وهو قائد "كتيبة طولكرم العسكرية - الرد السريع"، وأحد مؤسسيها، وقد كان أحد أبرز المطلوبين لإسرائيل ضمن قائمة الاغتيال، كما اتهمته إسرائيل بتوجيه وتنفيذ سلسلة عمليات إطلاق نار على قوات الجيش الإسرائيلي وعلى الحواجز العسكريّة الإسرائيلية. اغتالته قوات إسرائيلية خاصة في اليوم الـ 31 لمعركة "طوفان الأقصى".

## سيرته
وُلِد جهاد مهراج إبراهيم شحادة في مدينة طولكرم بتاريخ 18 فبراير 1999 لأسرة فلسطينية من مخيم طولكرم بالمدينة. تلقى تعليمه في عددٍ من مدارس المدينة منها مدرسة أجنادين.
شارك في تأسيس كتيبة طولكرم - مجموعة الرد السريع برفقة أمير أبو خديجة، وتولى شحادة قيادتها لاحقًا، وكانت المخابرات الإسرائيلية قد طلبت من شحادة تسليم نفسه عدة مرات لكنه رفض، كما وُضع في مقر المقاطعة في مدينة طولكرم لمدة ثلاثة شهور حمايةً له ولكنه غادرها بعد ذلك وعاد لنشاطه العسكري وبشكل أكبر.
كان أحد أبرز المطلوبين لإسرائيل ضمن قائمة الاغتيال، كما اتهمه جهاز الشاباك الإسرائيلي بتوجيه وتنفيذ عدد كبير من عمليات إطلاق النار على قوات الجيش الإسرائيلي وعلى الحواجز العسكريّة الإسرائيلية.
كانت إسرائيل قد اعتقلت جهاد شحادة في أوقاتٍ سابقة وأمضى في سجونها شهورٍ عدة، ووالده هو العميد "مهراج شحادة" والذي اعتقلته إسرائيل عام 2001 وأفرجت عنه عام 2016، ليقضي بذلك مدة 15 عامًا متواصلة في السجون الإسرائيلية، على خلفية نشاطه العسكري برفقة رائد الكرمي القائد العام لكتائب شهداء الأقصى.

## اغتياله
اغتالته قوات اليمام الإسرائيلية في عملية خاصة لها في مدينة طولكرم في اليوم الحادي والثلاثون لمعركة "طوفان الأقصى" الموافق 6 نوفمبر 2023 بإطلاق نحو 100 رصاصة على مركبة كان يستقلها، وقد قتل برفقته في المركبة كُلٌ من "عز الدين رائد عواد" القيادي في كتيبة طولكرم - مجموعة القسام وعضويّ الكتيبة "مؤمن سائد بلعاوي" و"قاسم محمد رجب"، وكانت جثثهم قد وصلت إلى مستشفى ثابت ثابت في مدينة طولكرم مُختفية المعالم ومُتناثرة الأشلاء بسبب كثافة الرصاص الذي أطلق نحوهم من مسافة الصفر، لتُعلن بذلك وزارة الصحة الفلسطينية عن وفاتهم.

### ردود الفعل على الاغتيال
عقب الاغتيال فقد أعلنت كتيبة طولكرم بأنها استهدفت حاجز الـ17 في مدينة طولكرم بالرصاص، حيث جاء في بيان الكتيبة: "كرد أولي على اغتيال القائد جهاد شحادة ورفاقه استهدفنا قوة للاحتلال قرب حاجز الـ17 بالرصاص". كما أعلنت كافة الفصائل الوطنية والإسلامية الفلسطينية بطولكرم الإضراب الشامل والحداد العام.